# 圣阿波利奈尔
圣阿波利奈尔（法語：Saint-Apollinaire，法語發音：[sɛ̃.t‿apɔlinɛʁ]）是法国科多尔省的一个市镇，位于第戎市区的东北方向，属于第戎区和第戎都市圈。

## 地理
圣阿波利奈尔（47°19'54"N, 5°5'3"E）面积10.24 平方千米，位于法国勃艮第-弗朗什-孔泰大區科多尔省，该省份为法国中东部省份，北起奥布省，西接涅夫勒省和约讷省，南至索恩-卢瓦尔省，东南接汝拉省，东临上索恩省，东北部与上马恩省接壤。
与圣阿波利奈尔接壤的市镇（或旧市镇、城区）包括：吕费莱塞希雷、第戎、克蒂尼、瓦鲁瓦和谢尼奥。

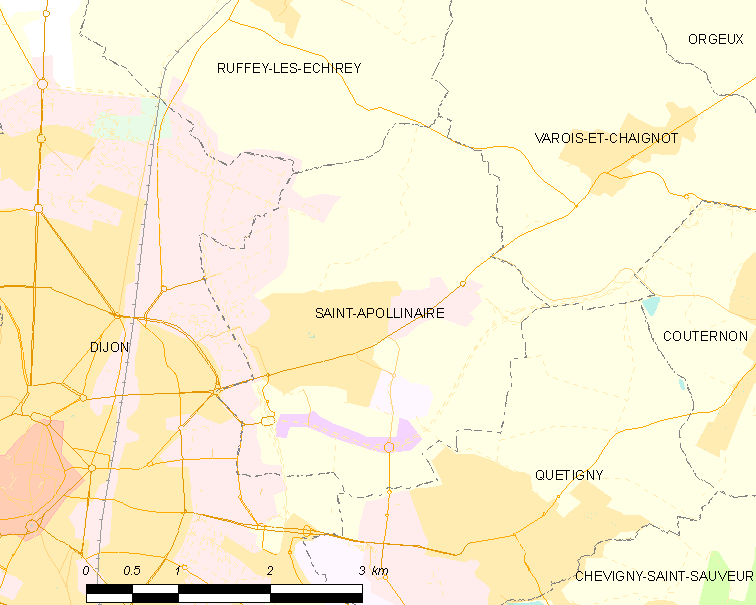
圣阿波利奈尔的OSM定位图

圣阿波利奈尔的时区为UTC+01:00、UTC+02:00（夏令时）。

## 行政
圣阿波利奈尔的邮政编码为21850，INSEE市镇编码为21540。

## 政治
圣阿波利奈尔所属的省级选区为圣阿波利奈尔县。

## 人口

1962-2008年间圣阿波利奈尔人口变化图示

圣阿波利奈尔于2022年1月1日时的人口数量为7517人。